# Громаков, Виктор Степанович
Виктор Степанович Громаков (1939–2001) — советский хоккеист с мячом, хоккеист на траве, вратарь, заслуженный мастер спорта СССР (1991), заслуженный тренер РСФСР (1981, хоккей на траве).

## Биография
В. С. Громаков начал играть в хоккей с мячом в десятилетнем возрасте в Люберцах, начинал в амплуа нападающего. В 1955 году, играя в юношеской команде «Торпедо» (Люберцы), стал вратарём.
В высшем дивизионе чемпионатов СССР выступал за подмосковный «Вымпел» и за курский «Труд».
В хоккей на траве играл в составе «Вымпела» и «Фили». Участник чемпионата Европы 1970 года в составе сборной СССР.
Выпускник Смоленского государственного института физической культуры.
Умер в 2001 году. Похоронен на Ново-Люберецком кладбище в городе Люберцы, участок 2.

## Достижения

### хоккей с мячом
Бронзовый призёр чемпионата СССР — 1963 

 Бронзовый призёр Спартакиады народов РСФСР — 1961 

 Победитель Всероссийских юношеских соревнований — 1958 

 Чемпион мира — 1969, 1971
- В списке 22 лучших игроков сезона — 1962, 1968, 1969, 1970, 1971
- Лучший вратарь сезона — 1970

### хоккей на траве
Серебряный призёр чемпионата СССР — 1973 

 Бронзовый призёр чемпионата СССР — 1970 
- Лучший вратарь сезона — 1973

## После окончания карьеры игрока
Был начальником команды по хоккею с мячом «Вымпел», организатором и первым тренером женской команды «Вымпел». Тренировал юношескую сборную СССР, работал тренером-методистом Управления хоккея Спорткомитета СССР, старшим тренером. Тренер женской сборной команды СССР, ставшей 3-м призёром Олимпийских игр (1980). Член президиума Федерации хоккея на траве России.

## Награды
Награждён медалями «За трудовую доблесть», «Ветеран труда», «За доблестный труд».
Имеет почётные знаки «За развитие физической культуры и спорта», «За заслуги в развитии олимпийского движения в России»; нагрудный знак «Отличник физической культуры и спорта».